# Quist de Bartholin
Un quist de Bartholin es produeix quan es bloqueja una glàndula de Bartholin dins dels llavis majors. Els quists petits poden provocar símptomes mínims. Els quists més grans poden provocar inflor en un costat de la vagina, així com dolor durant el sexe o caminar. Si no hi ha símptomes, no cal cap tractament. Els quists de Bartholin afecten aproximadament el 2% de les dones en algun moment de la seva vida. Es produeixen amb més freqüència durant els anys de procreació.
Si el quist s'inflama es produeix una bartholinitis i, si s'infecta, pot produir-se un abscés, que sol ser vermell i molt dolorós. Sol estar produït per l'acció de bacteris, com per exemple estreptococs, Escherichia coli o gonococs, a causa d'un traumatisme exterior (com per exemple, un part) en un context de desequilibri hormonal. No és greu, però els símptomes són molestos i inclouen vermellor, sensació de cremor i dolor. La dolor sovint es pot aliviar amb banys d'aigua calenta, a la temperatura del cos, que moltes vegades actua també contra els bacteris causants de la inflamació; una altra opció és l'ús d'antibiòtics i en alguns casos cal recórrer a la cirurgia per a fer un drenatge de la glàndula inflamada.
Quan el quist es torna incòmode o dolorós, per una inflamació, es recomana el drenatge. El mètode preferit és la inserció d'un catèter de Word durant quatre setmanes, ja que és freqüent la recurrència després d'una simple incisió i drenatge. Es pot utilitzar un procediment quirúrgic conegut com a marsupialització o, si els problemes persisteixen, es pot eliminar tota la glàndula. De vegades es recomana l'eliminació en persones majors de 40 anys per garantir que no hi ha càncer.
La causa del quist de Bartholin és normalment desconeguda. Un abscés resulta d'una infecció bacteriana, però no sol ser una infecció de transmissió sexual (ITS). Poques vegades, la gonorrea pot estar-hi implicada. El diagnòstic es basa generalment en símptomes i exploracions. En dones majors de 40 anys, sovint es recomana una biòpsia de teixits per descartar el càncer.
El quist rep el nom de Caspar Bartholin que va descriure amb exactitud les glàndules el 1677. El mecanisme subjacent del quist va ser determinat el 1967 per l'obstetra Samuel Buford Word del segle xx.